# Jimmy Brain
James „Jimmy“ Brain (* 11. September 1900 in Bristol; † 1971) war ein englischer Fußballspieler und Fußballtrainer.

## Leben und Karriere
Brain begann seine Karriere in Wales beim FC Ton Petre, nachdem zuvor ein Vorspielen bei Cardiff City fehlgeschlagen war. 1923 ging er zum FC Arsenal, denen er acht Jahre die Treue hielt. Er war Mitglied der ersten Meistermannschaft der Gunners 1931 und gewann den englischen Pokal 1930. Sein Debüt gab er am 25. Oktober 1924 gegen Tottenham Hotspur einen seiner späteren Vereine. Nach seinem letzten Spiel im Dress der Kanoniere am 21. März 1931 gegen Sheffield Wednesday ging er für die Ablösesumme von 2.500 £ zu Tottenham Hotspur, bei denen er nur drei Jahre spielte. Bei seinen nächsten beiden Vereinen als Aktiver Swansea Town und Bristol City ließ er seine Karriere ausklingen. Nach seinem Karriereende als Aktiver wurde er ein 1939 Trainer des FC King’s Lynn, einem Klub aus Norfolk. Seine letzte Trainerstation war Cheltenham Town, die er 1948 verließ. Brain verstarb 1971.

### Erfolge
als Spieler 
- 1 × englischer Meister mit dem FC Arsenal (1931)
- 1 × englischer Pokalsieger mit dem FC Arsenal (1930)